# Рытьё в мусорных баках

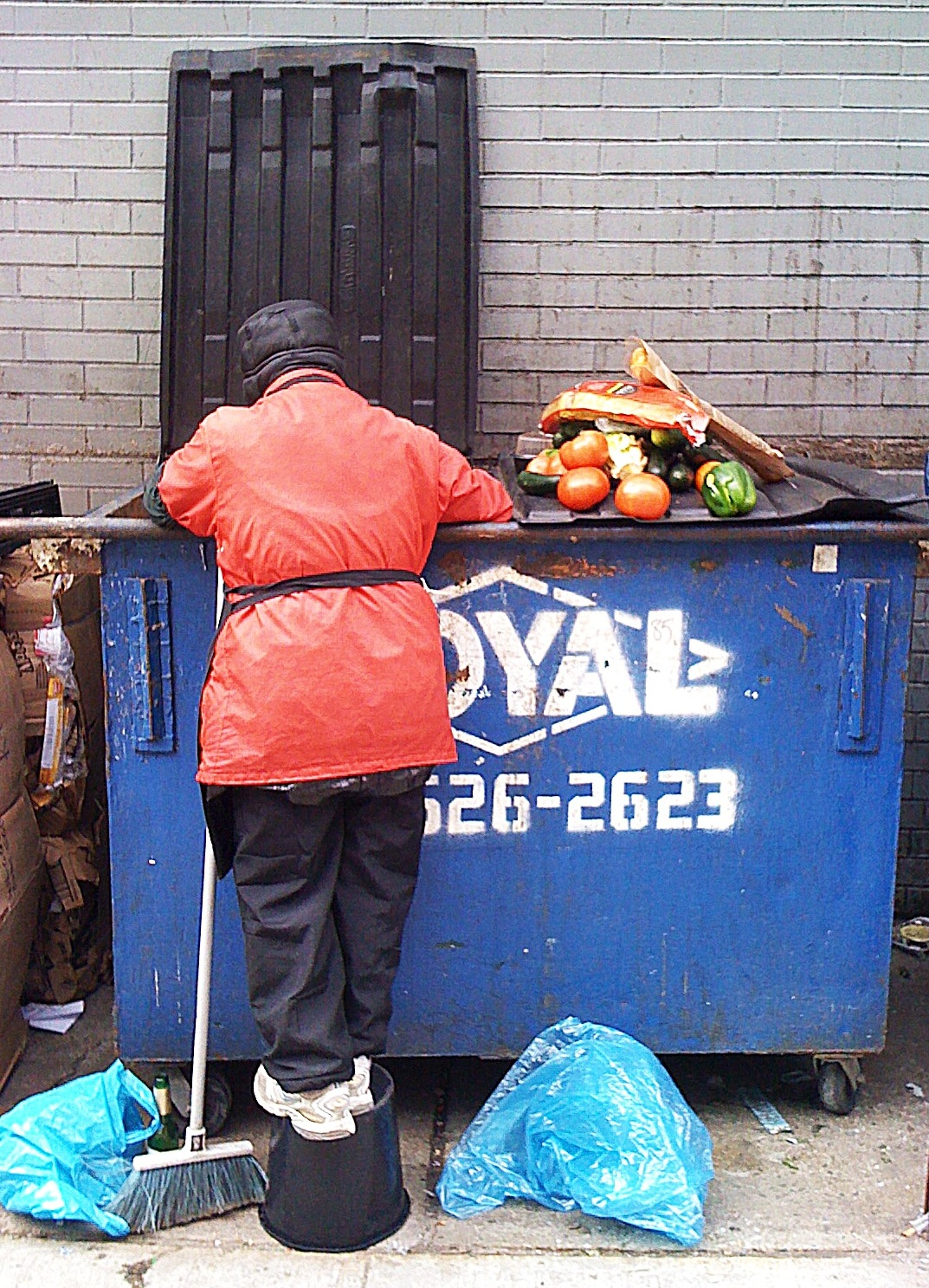
Рытьё человека в мусорном контейнере в США

Рытьё в мусорных баках (также копание в мусорных контейнерах, копание на помойках) ― сбор из больших коммерческих, жилых, промышленных и строительных контейнеров неиспользованных или сохранивших качество предметов, выброшенных их владельцами, но полезных для сборщика. Оно не ограничивается конкретно мусорными контейнерами и может охватывать свалки.
Для обозначения различных форм этого вида деятельности в разных странах используются разные термины.
Люди копаются в мусорных контейнерах в поисках одежды, мебели, бытовой техники, компьютеров, запчастей, продуктов питания и тому подобных предметов в хорошем рабочем состоянии или в ремонтопригодном состоянии. Некоторые люди делают это по необходимости из-за нищеты,  другие делают это по идеологическим соображениям или профессионально и систематически ради прибыли.

## Обзор
Термин "сборщик мусора" часто используется для описания людей, которые собирают материалы, пригодные для вторичной переработки, для их хранения. Например, в Ванкувере, Британская Колумбия, сборщики мусора обыскивают мусорные баки и контейнеры в поисках материалов, пригодных для вторичной переработки, которые можно продать. В среднем эти мусорщики зарабатывают около 40 долларов в день за несколько мешков для мусора, полных выброшенных контейнеров. Некоторые мошенники ищут квитанции, чтобы использовать их для совершения мошенничества с возвратом.

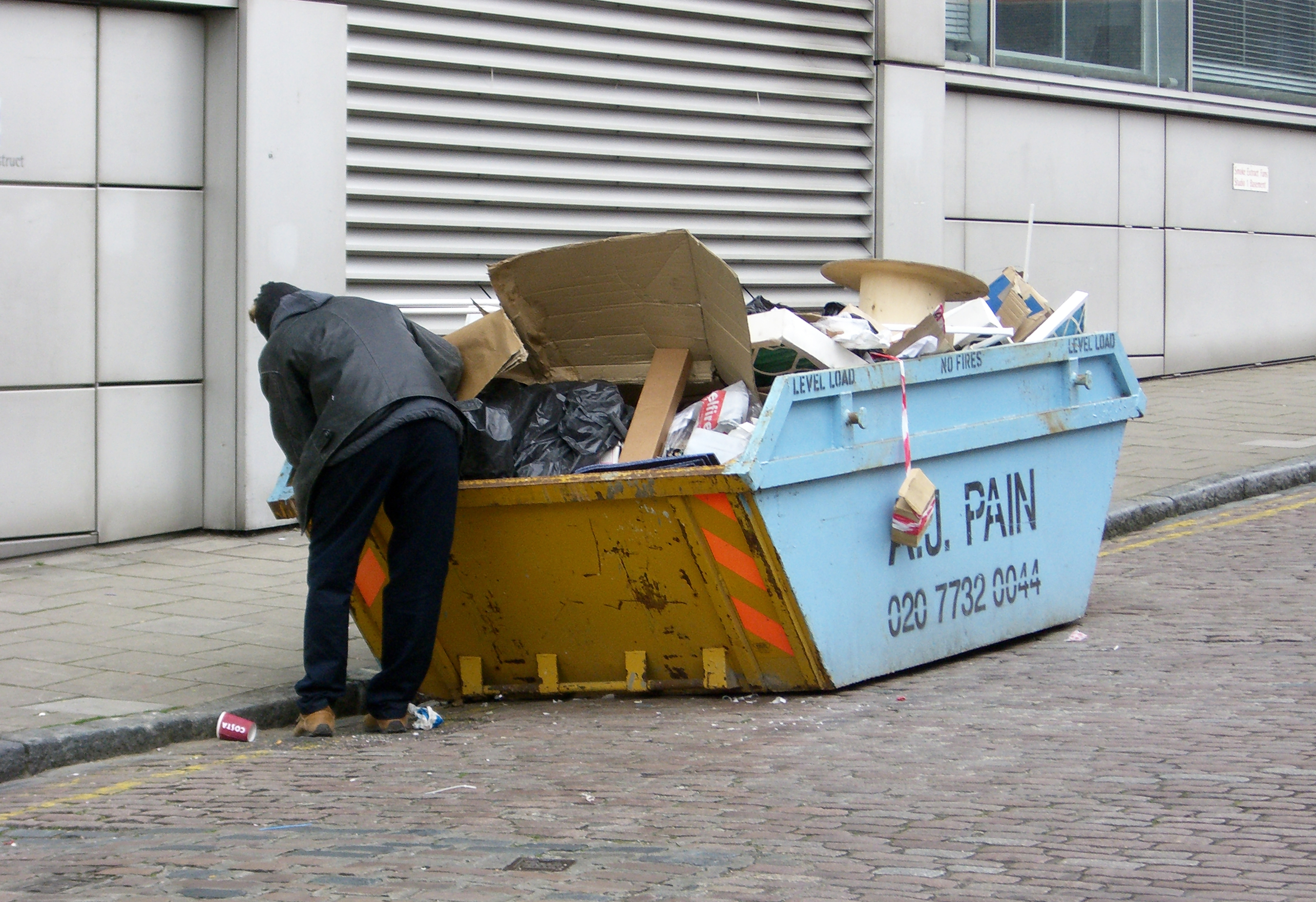
Мужчина, роющийся в мусорном контейнере в центре Лондона

Некоторые люди — так называемые фриганы — из экологических соображений питаются продуктами, найденными в мусорных контейнерах.
Это занятие выполняется людьми по необходимости в развивающихся странах. Некоторые выступают организованными группами, а некоторые организуют различные интернет-форумы и сайты социальных сетей. Из-за повторного использования ресурсов, предназначенных для свалки это иногда считается природоохранным мероприятием,  и, таким образом, практикуется экологическими обществами. Расточительность общества потребления и культура выбрасывания мусора вынуждают некоторых людей спасать пригодные для использования предметы (например, компьютеры или смартфоны, которые часто выбрасываются из-за запланированного устаревания) от уничтожения.
Большое разнообразие вещей может быть утилизировано, пока они еще пригодны для ремонта или в рабочем состоянии, что делает их утилизацию источником потенциально бесплатных предметов для личного использования или для продажи с целью получения прибыли. Продукты, которые могут иметь небольшие дефекты, срок годности которых близок к истечению, или которые просто заменяются новыми, часто выбрасываются, несмотря на то, что они все еще съедобны. Многие розничные торговцы неохотно продают этот товар по сниженным ценам из-за риска того, что люди будут покупать его вместо более дорогих новых товаров, необходимости дополнительного времени на обработку и рисков ответственности. В Соединенном Королевстве были написаны кулинарные книги о приготовлении и употреблении таких продуктов. Художники используют материалы, извлеченные из мусорных баков, для создания произведений.
Известно, что студенты роются в мусоре в поисках деталей для технических проектов или для удовлетворения любопытства, а также в рамках научных исследований. Сбор мусора служит основным инструментом для гарбологов, которые изучают социологию и археологию мусора в современной жизни. Частные и государственные следователи могут копаться в мусоре, чтобы получить информацию для своих расследований. О незаконном потреблении сигарет можно судить по выброшенным пачкам.
Это может быть опасным из-за потенциального воздействия биологически опасных веществ, битого стекла и общей антисанитарной обстановки, которая может существовать в мусорных контейнерах. Возникает потенциальный риск для здоровья, а мусор может оставаться разбросанным вокруг. Также отмечаются факты серьезных ранений или смертей от машин для сбора мусора.

## Правовой статус
Удаленные платежные записи могут быть использованы для кражи личных данных.
Известно, что преступники искали в мусорных контейнерах денежные квитанции в рамках схемы кражи товаров и возврата их за наличные - форма мошенничества с возвратом.
Поскольку мусорные контейнеры обычно расположены на частной территории, может наступить ответственность за незаконное проникновение. Некоторые предприятия могут запирать мусорные контейнеры, чтобы предотвратить скопление сборщиков на их собственности, вандализм в отношении их собственности и ограничить потенциальную ответственность, если дайвер, ныряющий в мусорный контейнер, получит травму, находясь на их собственности.
Полицейские обыски выброшенных отходов, а также аналогичные методы, как правило, не считаются нарушениями; изъятие доказательств таким образом было разрешено во многих уголовных процессах.
Компании, управляемые частными детективами, специализирующимися на таких методах, возникли в результате необходимости незаметного извлечения документов и доказательств для гражданских и уголовных процессов. Частные детективы также написали книги о "технике частного детектива", в которых такие методы описаны.

### По странам
В 2009 году бельгийский экоактивист по прозвищу Олли был арестован на месяц за то, что забирал еду из мусорного бака, и был обвинен в краже и краже со взломом. Суд над Олли вызвал протесты в Бельгии против ограничений на изъятие выброшенных продуктов питания.
В Онтарио, Канада, Закон о посягательстве на собственность — законодательство, основанное на Законе о Британской Северной Америке 1867 — предоставляет владельцам недвижимости и охранникам право навсегда запретить кому-либо находиться в их помещениях по любой причине. Это делается путем направления уведомления нарушителю, который будет нарушать закон только по возвращении. Аналогичные законы существуют на острове Принца Эдуарда и в Саскачеване. Недавний случай в Канаде, связанный с полицейским, который извлек выброшенное оружие из мусорного бака в качестве вещественного доказательства, вызвал некоторые споры. Судья признал действия полицейского законными, хотя ордера на обыск не было, что заставило некоторых предположить, что это событие является основанием для любого гражданина Канады совершить рейд по вывозу мусора.
Рытьё в мусоре в Англии и Уэльсе может квалифицироваться как кража в соответствии с Законом о краже 1968 или как обычное воровство в Шотландии, хотя на практике правоприменения очень мало.
В октябре 2013 года на севере Лондона трое мужчин были арестованы и обвинены в соответствии с Законом о бродяжничестве 1824 года, когда их поймали на том, что они брали выброшенные продукты: помидоры, грибы, сыр и пирожные из мусорных баков за супермаркетом. Обвинения были сняты 29 января 2014 года после большой общественной критики, а также по просьбе исполнительного директора супермаркета.
В Германии содержимое контейнера для мусора считается собственностью владельца контейнера. Поэтому изъятие предметов из такого контейнера рассматривается как кража. Однако полиция обычно игнорирует незаконность уборки мусора, поскольку найденные предметы, как правило, имеют низкую ценность. Известен только один случай, когда люди были привлечены к ответственности. В 2009 году люди были арестованы по подозрению в краже со взломом, когда они преодолели забор супермаркета, после чего владелец подал жалобу на кражу; дело было приостановлено.
В Соединенных Штатах в 1988 году Калифорнийский против Дело Гринвуда в Верховном суде США постановило, что общее право не предусматривает неприкосновенности частной жизни для выброшенных материалов. Тем не менее, существуют ограничения на то, что по закону можно извлечь из отходов компании. В 1983 году в Миннесоте, в деле о краже списков клиентов из мусорного бака, Tennant Company против Advance Machine Company (355 N.W.2d 720), владельцу удаленной информации был присужден ущерб в размере 500 000 долларов США.

## Товары
Ситуация различается в развитых и развивающихся странах.

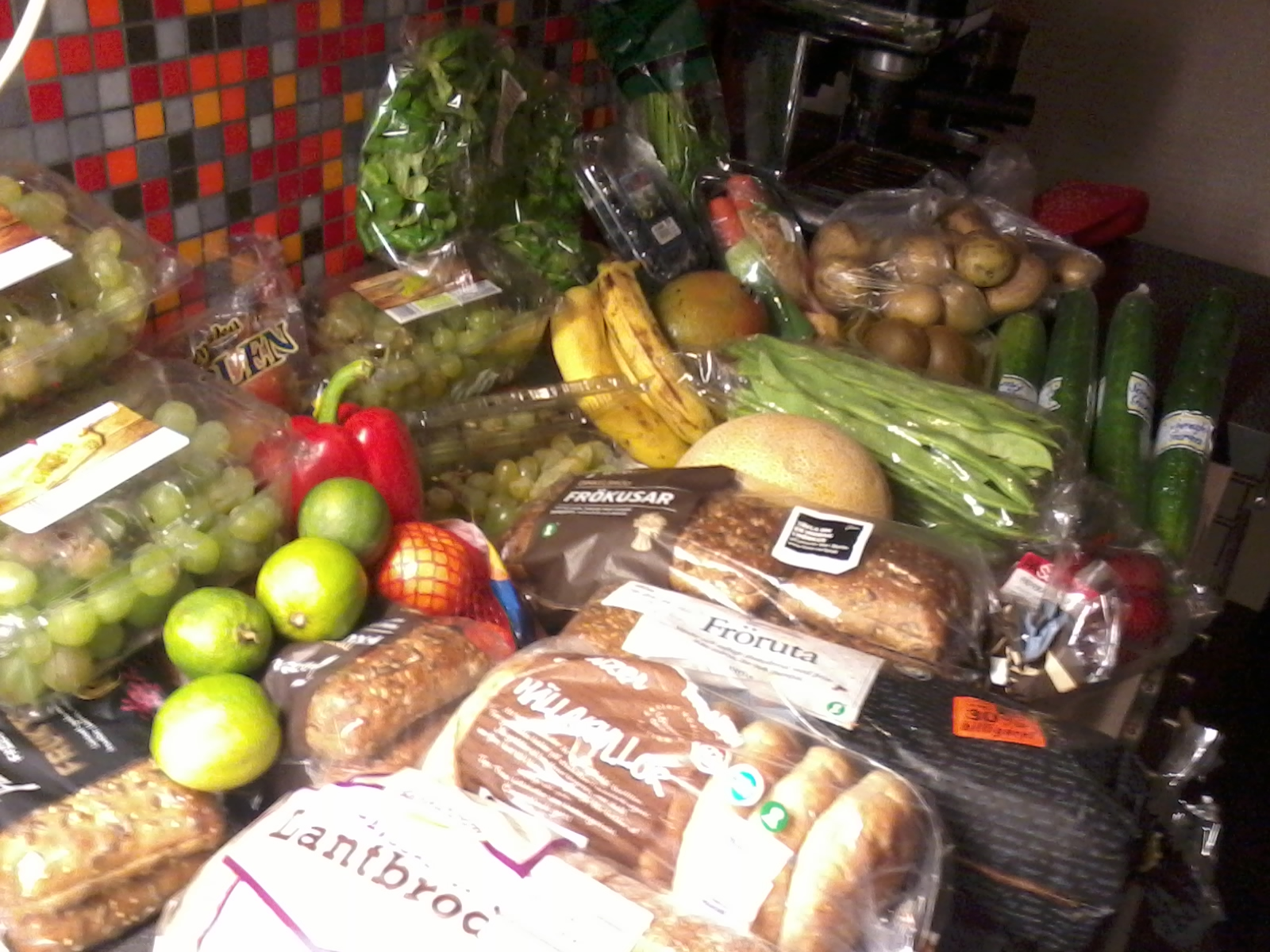
Выброшенные продукты в Линчепинге, Швеция

- Еда. Во многих развивающихся странах продукты питания редко выбрасывают, если только они не протухли, поскольку по сравнению с развитыми странами их не хватает. В таких странах, как Соединенные Штаты, где от 40 до 50 процентов пищи выбрасывается впустую, в мусоре содержится гораздо больше еды, которую нужно собрать. Во многих странах благотворительные организации собирают излишки продуктов в супермаркетах и ресторанах и раздают их бедным. Сборщики мусора в этих странах могут сосредоточиться на поиске пригодных для использования предметов или отходов для продажи, а не продуктов питания. В Соединенных Штатах, Канаде и Европе некоторые пекарни, продуктовые магазины или рестораны регулярно жертвуют еду в соответствии с Законом о пожертвованиях продуктов питания доброго самаритянина, но чаще всего из-за законов о здравоохранении или политики компании они обязаны выбрасывать продукты до истечения срока годности из-за порчи или наличия дефектов.

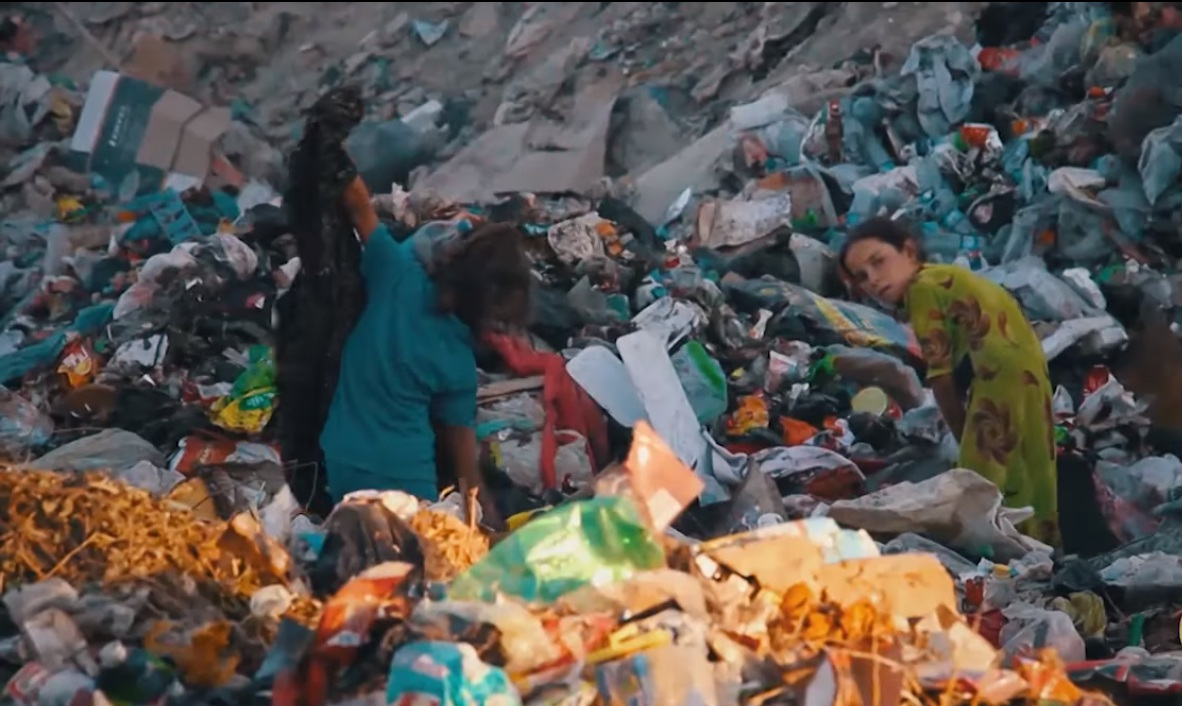
Две иракские девушки подбирают тряпку в районе Аль-Фатхель в Багдаде

- Книги и периодические издания. В качестве доказательства для издательств наличия непроданных товаров книготорговцы обычно снимают и уничтожают обложки печатных материалов, прежде чем выбрасывать их остатки в мусор. Несмотря на то, что многие поврежденные публикации легко читаются, они содержат заявления об отказе от ответственности и юридические уведомления против их продажи.
- Неликвидные или поврежденные товары. Коммерческие учреждения могут выбрасывать нескоропортящиеся товары, которые не соответствуют требованиям, были возвращены, имеют незначительные повреждения или заменены более новыми. Многие предметы, как правило, находятся в таком состоянии, что с ними потребуется некоторая работа, чтобы сделать их функционально пригодными. По этой причине сотрудники иногда намеренно уничтожают свои вещи перед выбрасыванием, чтобы предотвратить их повторное использование или перепродажу.
- Возвращенные предметы. Производители часто считают более выгодным регулярно выбрасывать товары, возвращенные как дефектные по гарантии, вместо их ремонта, хотя устройство часто можно отремонтировать или использовать в качестве источника запасных частей для ремонта других подобных выброшенных устройств.
- Школьные принадлежности. В конце каждого учебного года многие люди выбрасывают такие полезные предметы, как карандаши, ручки, тетради и принадлежности для рисования.
- Электронные отходы. Некоторые виды бытовой электроники выбрасываются на свалку из-за их быстрого износа, устаревания, затрат на ремонт или модернизацию. Владельцам исправных компьютеров может быть проще выбросить их, а не пожертвовать, потому что многие некоммерческие организации и школы не могут или не хотят работать с бывшим в употреблении оборудованием. Иногда продавцы выбрасывают новые товары, не пригодные для продажи, без дефектов, на свалку.
- Одежда. В то время как благотворительные магазины обычно отказываются от подержанных товаров, которые они не могут дешево и легко перепродать, товары, которые они принимают, им ничего не стоят. Таким образом, нет никаких затрат, связанных с выбрасыванием пригодной для ремонта одежды, ремонтируемой бытовой техники или даже рабочих пожертвованных предметов, которые находятся на складе или не находят покупателя через некоторый произвольный промежуток времени.
- Металлические. Иногда отходы могут содержать пригодные для вторичной переработки металлы и материалы, которые могут быть повторно использованы или проданы на заводы по переработке и склады металлолома. Наиболее распространенными металлами, пригодными для вторичной переработки, являются сталь и алюминий.
- Дерево. Для отопления дома, либо строительства.
- Пустые банки и бутылки. Несколько стран, особенно в Северной Европе, ввели в действие систему, при которой пустые банки и бутылки можно возвращать в магазины за деньги. Обычно количество, получаемое за банку / бутылку, относительно невелико, поэтому многие просто выбрасывают их в мусорные контейнеры.